# Alacaluf-Sprachen
Alacaluf (Kawesqaran) ist eine indigene südamerikanische Sprachfamilie in Chile, die aus nur zwei Sprachen besteht, von denen die eine (Kakauhua) bereits ganz und die andere (Kawesqar) fast ausgestorben ist.
Der ISO 639-5-Code ist [aqa].

## Gliederung
- Kakauhua [kbf] (ausgestorben)
- Kawesqar [alc] (ca. 20 Sprecher, Stand von 1996)